# Kyle (Saskatchewan)
Kyle est une ville de la Saskatchewan au Canada.

## Géographie
La localité de Kyle est située dans le sud-ouest de la province de Saskatchewan, à 72 km au nord de la ville de Swift Current.

## Démographie
| 2006 | 2016 | 2021 |
| ---- | ---- | ---- |
| 423  | 449  | 413  |